# Thor Stenbeck

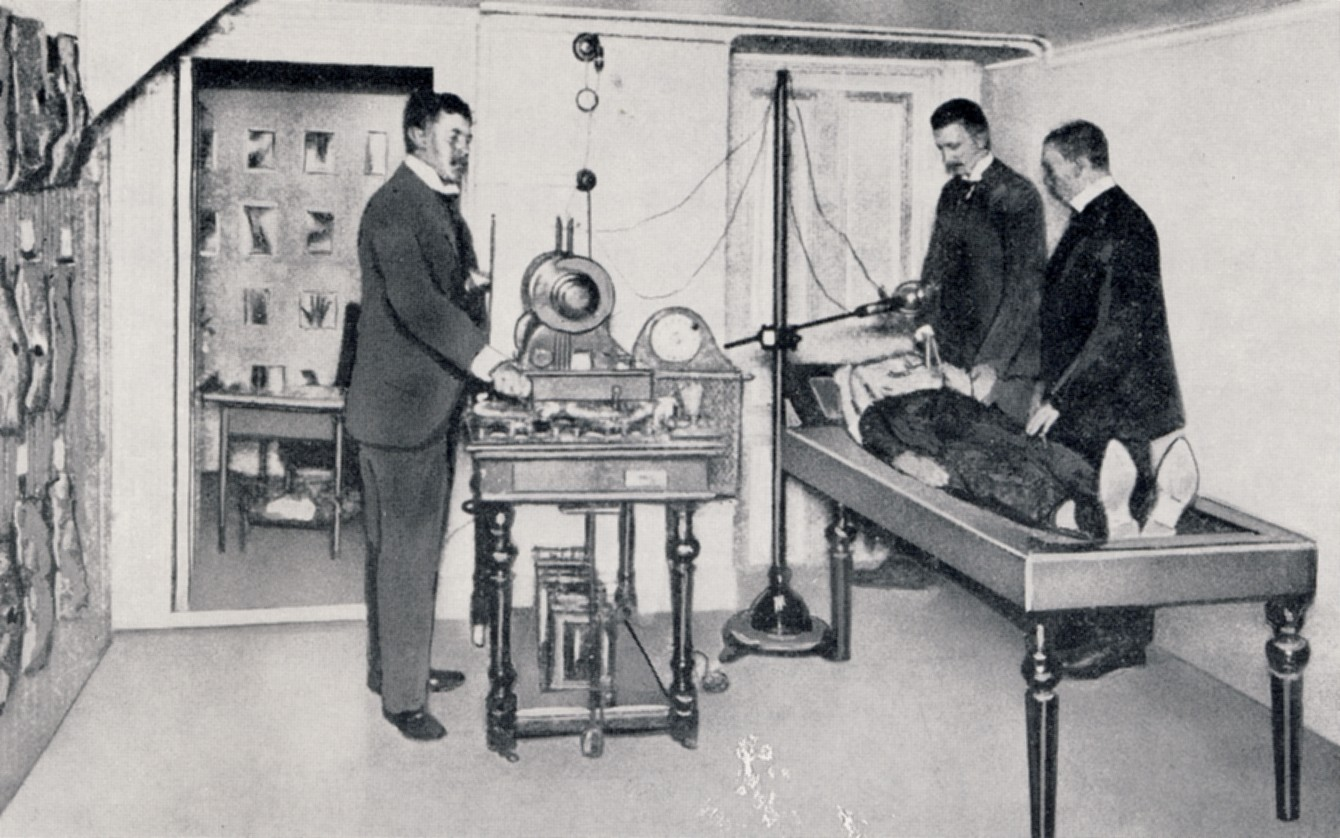
”Stenbecks röntgeninstitut” år 1899, från vänster: Thor Stenbeck, Gösta Forssell och Georg Liljenroth

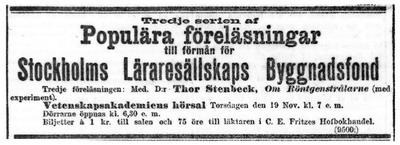
Annons vid Stockholmsutställningen 1897

Thor Stenbeck, född 1864, död 1914, var en svensk läkare och pionjär inom radiologin, verksam i Stockholm. Stenbeck genomförde 1899 världens första framgångsrika strålbehandling av en hudcancer. Han avled 1914 till följd av strålskador. Enligt nyare källor begick han självmord då han anklagades för våldtäkt i samband med en "massagebehandling" på sin privatklinik, och skandalen försöktes tystas ner utan större framgång.
Strax efter upptäckten av röntgenstrålning genom Wilhelm Conrad Röntgen i november 1895, började Thor Stenbeck ta sina första röntgenbilder på en träetui innehållande medicinska instrument i februari 1896. Samma månad höll han ett föredrag i Svenska Läkarsällskapet ”om den Röntgenska upptäckten av X-strålarna och dess historiska utveckling”. Föreläsningen slutade Stenbeck med några förutseende ord:
| ” | Skulle denna hypotes vara rigtig, då har Röntgen gjort en af de största och vigtigaste vetenskapliga upptäckter af verklig fundamental betydelse, och hans namn skall i sekler bevaras i vetenskapens hävder. | „ |

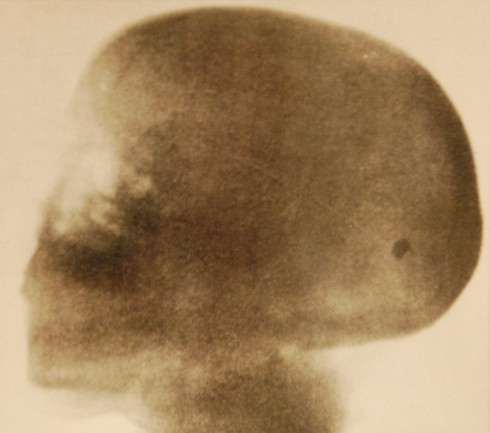
Skallbild tagen av Stenbeck 1896 (kulan syns i bakhuvudet)

Stenbeck startade ”röntgenkurser” och utbildning inom området samt skrev böcker och avhandlingar. I september 1896 tog han skallbilder på en örebroare som utsatts för ett attentat med revolverskott genom vänster öga in i hjärnan. Med hjälp av Stenbecks röntgenbilder kunde kulan lokaliseras i bakhuvudet. Kulan opereras bort vid Akademiska sjukhuset i Uppsala och läkningen skedde utan komplikationer. Fallet är förmodligen det första i historien där en kula uttagits ur hjärnan efter lokalisering med röntgenbilder.
Vid Allmänna konst- och industriutställningen 1897 höll Thor Stenbeck flera ”populära föreläsningar” om röntgenstrålarnas historia och natur. Då demonstrerade han röntgenstrålning både för nöje och medicinsk nytta.
Stenbeck blev tidig medveten om de risker som röntgenstrålningen hade på levande organismer. 1897 demonstrerade han röntgenskador på hud och naglar hos en person som assisterat vid offentliga demonstrationer av röntgen. Man hade blivit medveten om röntgenstrålningens skadliga effekter och före sekelskiftet 1900 rekommenderades användning av blyglas och blygummi som strålskydd. Men det dröjde inte länge förrän man upptäckte att strålningen även kunde ha medicinska användningsområden och så kallade röntgeninstitut började etableras. 
Det första röntgeninstitut i Skandinavien inrättades av Thor Stenbeck 1898 i sin bostad vid Triewaldsgränd i Gamla stan, senare hade han sin mottagning i en affärslokal vid Mäster Samuelsgatan på Norrmalm. Vid den tiden fanns ingen elektricitet indragen till hans lokal, därför använde Stenbeck till en början ackumulatorer för den strömkrävande verksamheten.
År 1899 lyckades Stenbeck att med röntgen behandlar en basalcellscancer (en form av hudcancer) på näsan av en kvinnlig patient. Det var den första med röntgen läkta hudcancern i världen. Behandlingen genomfördes på Stenbecks röntgeninstitut vid Mäster Samuelsgatan. Som assistent fungerade en ung medicinstudent, Gösta Forssell, som sedermera skulle bli en förgrundsgestalt inom strålterapin och långvarig chef för Radiumhemmet. Hudcancerpatienten behandlades med 99 strålningar under nio månader. Knappt 30 år senare visades kvinnan upp av professor Forssell vid ett röntgenmöte 1928, då hon var fortfarande helt symptomfri.

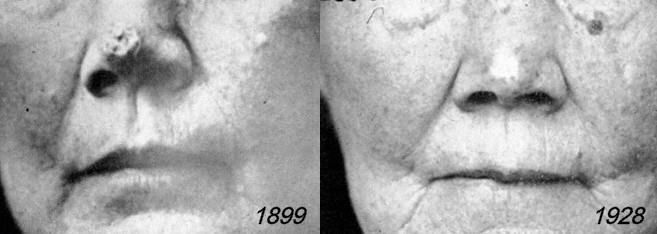
Världens första framgångsrika behandling av en hudcancer med hjälp av röntgenstrålning:
patienten före behandlingen 1899 (vänster) och 1928.